# 誉子内親王
誉子内親王（よしこないしんのう、？ - 建武3年/延元元年10月10日（1336年11月13日））は、鎌倉・南北朝時代の皇族・女院。伏見天皇の第二皇女で、母は洞院公宗の娘・英子。女院号は章義門院（しょうぎもんいん）。

## 生涯
永仁3年（1295年）8月15日に内親王宣下と准三宮宣下を受ける。徳治2年（1307年）6月22日に院号宣下を受ける。正和2年（1313年）8月13日に出家して、法名を解脱心とした。京極派の歌人としても知られ、『玉葉和歌集』・『風雅和歌集』・『新続古今和歌集』に合計12首が採録されている。